# Tour de Suisse 1985
Die 49. Tour de Suisse fand vom 11. bis 20. Juni 1985 statt. Sie wurde in elf Etappen und einem Prolog über eine Distanz von 1.571 Kilometern ausgetragen.
Gesamtsieger wurde der Australier Phil Anderson. Die Rundfahrt startete in Locarno mit 116 Fahrern, von denen 91 Fahrer am letzten Tag in Zürich ins Ziel kamen.

## Etappen
| Etappe     | Tag      | Start – Ziel               | km    | Etappensieger         | Gesamtwertung    |
| ---------- | -------- | -------------------------- | ----- | --------------------- | ---------------- |
| Prolog     | 11. Juni | Locarno (EZF)              | 6,5   | Acacio da Silva       | Acacio da Silva  |
| 1. Etappe  | 12. Juni | Locarno – Laax             | 146,5 | Guido Winterberg      | Acacio da Silva  |
| 2. Etappe  | 13. Juni | Laax – Rüti                | 186   | Charles Bérard        | Guido Winterberg |
| 3. Etappe  | 14. Juni | Rüti – Bern                | 208   | Phil Anderson         | Acacio da Silva  |
| 4. Etappe  | 15. Juni | Bern – Oberwil             | 175   | Eric Vanderaerden     | Acacio da Silva  |
| 5. Etappe  | 16. Juni | Oberwil – Solothurn        | 73    | Jean-François Bernard | Acacio da Silva  |
| 6. Etappe  | 16. Juni | Solothurn – Balmberg (BZF) | 12    | Phil Anderson         | Acacio da Silva  |
| 7. Etappe  | 17. Juni | Solothurn – Leukerbad      | 249   | Rudy Matthijs         | Phil Anderson    |
| 8. Etappe  | 18. Juni | Leukerbad – Fürigen        | 232   | Jörg Müller           | Phil Anderson    |
| 9. Etappe  | 19. Juni | Fürigen – Schwägalp        | 135,5 | Phil Anderson         | Phil Anderson    |
| 10. Etappe | 20. Juni | Appenzell (MZF)            | 24    | Carrera-Inoxpran      | Phil Anderson    |
| 11. Etappe | 20. Juni | Appenzell – Zürich         | 123,5 | Urs Freuler           | Phil Anderson    |